# Smemorato di Collegno
Lo smemorato di Collegno fu l'uomo amnesico la cui vicenda divenne un caso giudiziario e mediatico (caso Bruneri-Canella) di notevole risonanza in Italia tra il 1927 e il 1931. Trovato privo di documenti, fu ricoverato in manicomio a Collegno e rivendicato da due famiglie, rispettivamente come il professor Giulio Canella, disperso nella prima guerra mondiale, e come il latitante Mario Bruneri.
Anche dopo che il tribunale civile lo ebbe identificato in Bruneri, e nonostante il riscontro delle impronte digitali di quest'ultimo, la famiglia Canella continuò a riconoscere lo sconosciuto come il proprio congiunto. L'uomo emigrò infine in Brasile, dove visse fino alla morte con la moglie di Canella, da cui aveva anche avuto tre figli, e nel paese sudamericano pubblicò articoli di filosofia a firma di Giulio Canella. Un confronto tra il DNA del figlio dello smemorato e quello di discendenti dei figli di Canella nati prima della scomparsa in guerra fu eseguito nel 2014, ma non permise l'identificazione dell'uomo con il professore.
Lo «smemorato di Collegno» divenne lo smemorato per antonomasia e l'espressione entrò nell'uso comune per indicare «una persona molto disattenta, che dimentica qualsiasi cosa» o «chi finge di non capire», «chi fa il finto tonto».

## Gli eventi iniziali
Già durante la prima guerra mondiale l'incertezza sulla sorte di molti soldati al fronte fece sorgere il problema della corretta identificazione di coloro che a distanza di tempo potevano rientrare presentandosi come dispersi.
(Americo Scarlatti, 1917)

### Lo smemorato

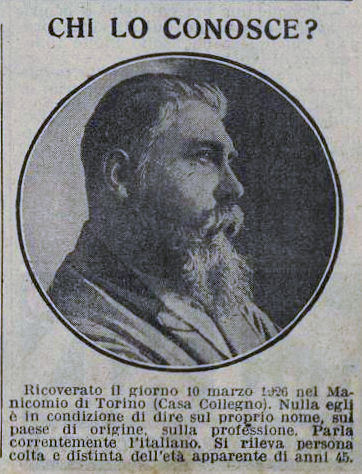
Annuncio su La Domenica del Corriere, 6 febbraio 1927

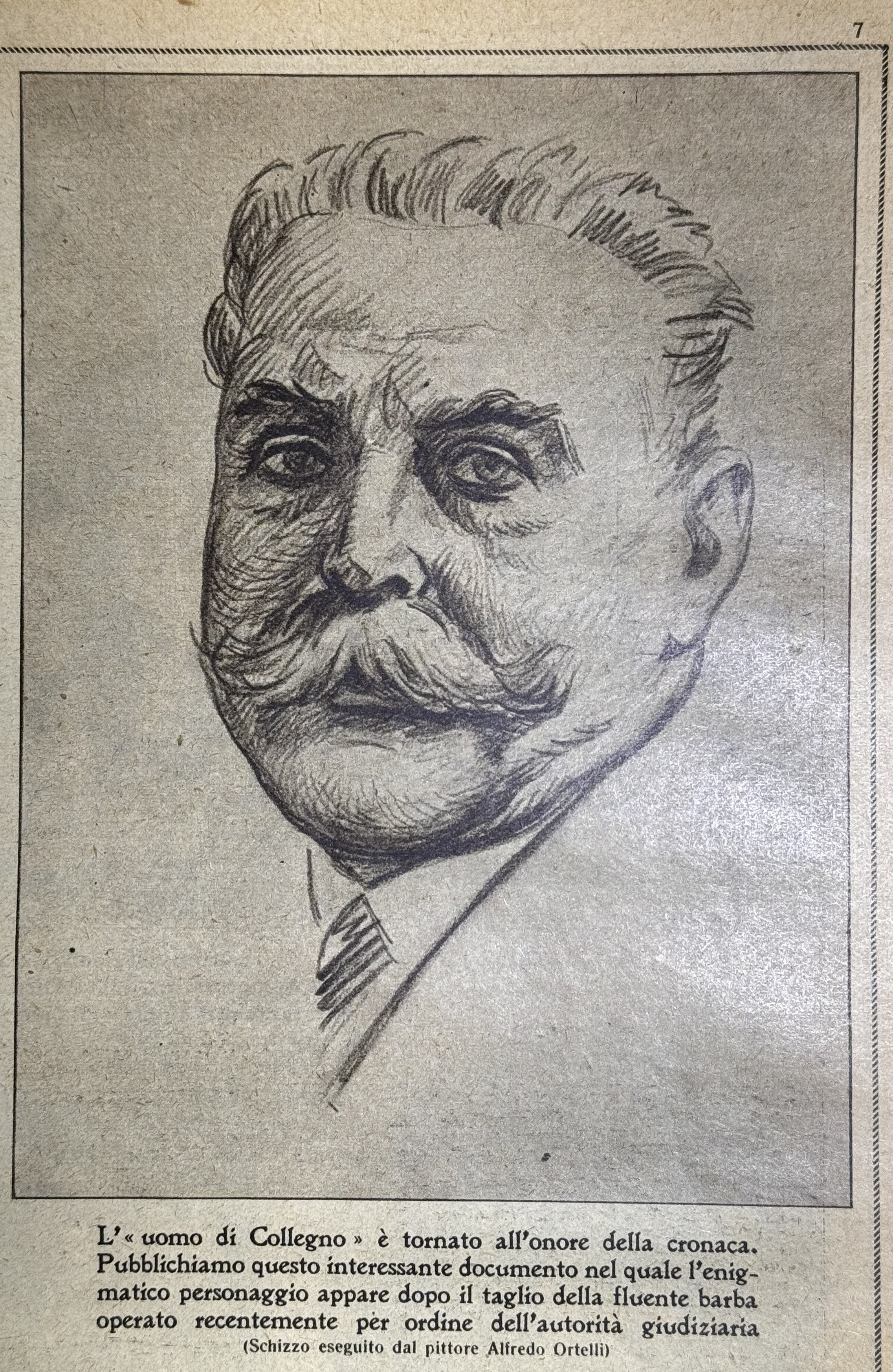
Annuncio su "Illustrazione del Popolo", 13 febbraio 1927

All'inizio di marzo del 1926 nel settore ebraico del cimitero di Torino venne notata la sottrazione di alcuni vasi funerari. Il 10 marzo un uomo fu fermato da un custode mentre cercava di allontanarsi con uno di essi. Arrestato, appariva insano di mente e non fu possibile ottenere da lui indicazioni sulla sua identità. Portato in questura, fu fotografato e gli vennero prese le impronte; nelle tasche gli furono trovati pochi oggetti e una cartolina illustrata senza indirizzo, con una scritta di mano infantile: «Al mio caro babbo, accetta gli auguri di un buon giorno onomastico che di cuore ti invia il tuo affezionatissimo Giuseppino». Dopo una visita medica, fu ricoverato nel manicomio di Collegno; il 2 aprile 1926 il tribunale ne dispose l'internamento definitivo con il numero identificativo 44170.
In seguito, vista l'impossibilità di identificare lo sconosciuto, la direzione del manicomio fece pubblicare un annuncio con fotografia su La Domenica del Corriere del 6 febbraio 1927 (distribuito però alcuni giorni prima) e sull'Illustrazione del Popolo (supplemento della Gazzetta del Popolo) del 13 febbraio.
Ricoverato il giorno 10 marzo 1926 nel manicomio di Torino (casa Collegno). Nulla egli è in condizione di dire sul proprio nome, sul paese d'origine, sulla professione. Parla correntemente l'italiano. Si rileva persona colta e distinta dell'apparente età di anni 45.»
(Annuncio su La Domenica del Corriere)
Sul quotidiano La Stampa del 6 febbraio fu pubblicata un'intervista con lo smemorato da parte del giornalista Ugo Pavia, che seguì poi l'intera vicenda.

### Il riconoscimento come Giulio Canella

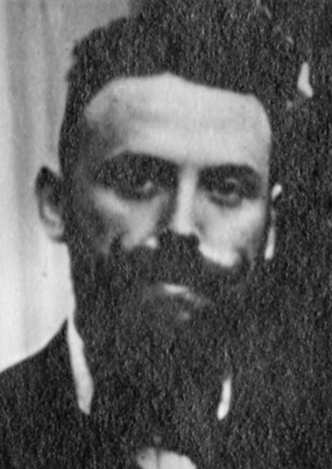
Giulio Canella a 32 anni

In seguito agli annunci e alle notizie apparse sulla stampa, diversi inviarono lettere o si presentarono al manicomio, pensando di aver riconosciuto la persona ritratta nella foto. Alla fine di febbraio alcuni ritennero di poter identificare lo sconosciuto come il professor Giulio Canella.
Giulio Canella, nato a Padova il 5 dicembre 1882, si laureò in filosofia nel 1904 e in lettere nel 1907, anno in cui divenne anche direttore della scuola di Verona dove si era trasferito per insegnare come professore di pedagogia e morale. Nel 1909 fondò con padre Agostino Gemelli la Rivista di filosofia neo-scolastica. Nel 1913 sposò Giulia Canella, nata a Rio de Janeiro e figlia di suo cugino Francesco, possidente in Brasile; ebbero due figli, Margherita e Giuseppe.
Già sotto le armi tra il 1905 e il 1906, nel maggio 1915 fu richiamato, ma in breve tempo fu esonerato; fu nuovamente richiamato nel maggio 1916. Fu considerato disperso il 25 novembre 1916 dopo un'azione in Macedonia, nella zona di Monastir.
(Nullo Vannucci)
Capitano di complemento 64º reggimento fanteria, nato il 5 dicembre 1881 a Padova, distretto militare di Padova, disperso il 25 novembre 1916 in Macedonia in combattimento»
( Albo d'Oro dei Caduti della Grande Guerra, Veneto III,  p. 133.)

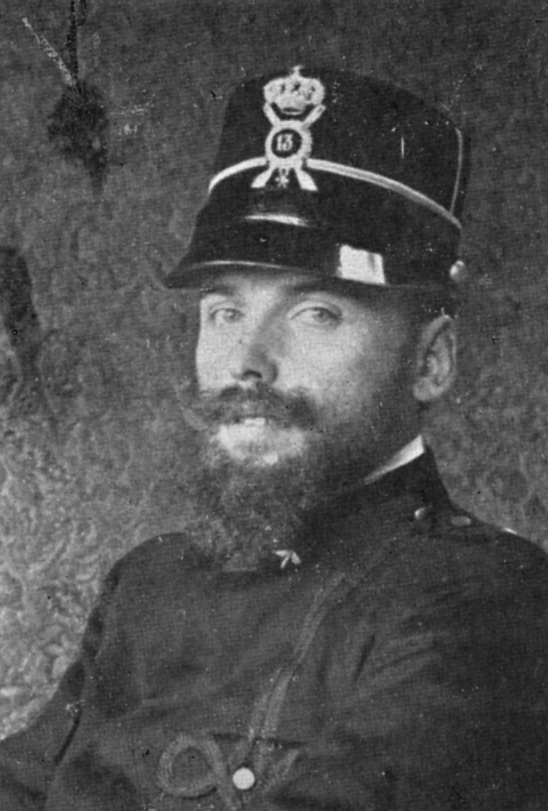
Giulio Canella nel 1906
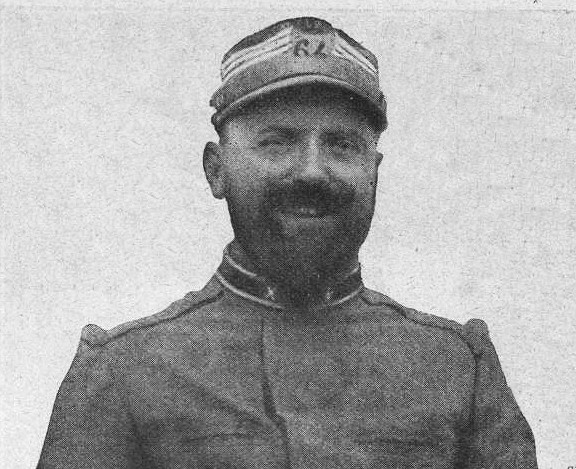
Giulio Canella nel settembre 1916

Il 27 febbraio Giulia Canella si recò al manicomio di Collegno per incontrare lo sconosciuto e verificarne l'identità, riconoscendolo.
La donna disse anche che la cartolina illustrata, trovata in tasca allo sconosciuto al momento dell'arresto, era stata scritta dal figlio minore Giuseppe e inviata al marito tramite la Croce Rossa (in seguito si appurò che invece la cartolina era stata posta in commercio solo nel 1920).
Il 2 marzo lo sconosciuto, ormai considerato come Giulio Canella, lasciò l'ospedale e venne affidato a Giulia Canella.

### L'identificazione come Mario Bruneri

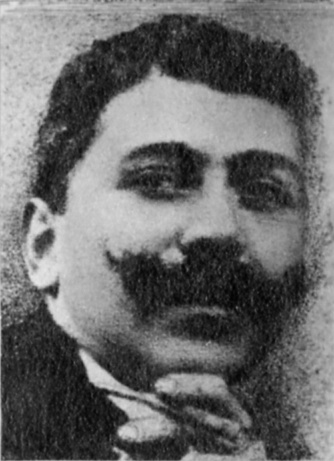
Mario Bruneri nel 1915

Il 7 marzo alla questura di Torino giunse una lettera anonima che ipotizzava l'identificazione dello sconosciuto con Mario Bruneri.
Mario Bruneri, nato a Torino il 18 giugno 1886, aveva esercitato in gioventù la professione di tipografo. Si sposò con Rosa Negro ed ebbe un figlio, Giuseppe; in seguito si separò dalla moglie. Chiamato alle armi nel 1915, fu congedato nel 1918. Fu arrestato e incarcerato più volte (28 gennaio 1920, 19 luglio 1920 e 14 gennaio 1922); fu processato e subì condanne (non scontate) «per truffe e false personalità». Nel 1923 sottrasse 10 000 lire e lasciò Torino con l'amante Camilla Ghedini, trasferendosi a Genova sotto il nome di Raffaele Lapegna fino all'agosto 1925; passò poi a Milano come Adolfo Mighetti. Nel gennaio 1926 tornò a Torino come Ziolfo Mighetti.
Per verificare tale ipotesi, lo sconosciuto fu pertanto rintracciato a San Pietro Montagnon, dove si era recato in villeggiatura con Giulia Canella, e convocato a Torino con la scusa di alcune formalità burocratiche, dato che era stato dimesso senza l'autorizzazione dell'autorità giudiziaria. A Torino fu riconosciuto come Mario Bruneri da familiari e conoscenti del tipografo, compresa l'amante.
(Comunicato ufficiale, 11 marzo 1927)
Già il 22 febbraio, alle prime indicazioni di un possibile riconoscimento dello sconosciuto come Giulio Canella, la questura di Verona richiese alla Scuola superiore di polizia di effettuare un confronto fotografico. Ai primi di marzo, grazie ad alcune foto fornite dal manicomio di Collegno e a una foto di profilo di Giulio Canella fornita dalla famiglia, fu possibile evidenziare varie differenze che fecero escludere tale identificazione, soprattutto per le caratteristiche dell'orecchio sinistro.
Le impronte digitali dello sconosciuto furono rilevate al momento del suo arresto il 10 marzo 1926 e inviate a Roma per verificarne l'identità, ma non fu possibile individuare corrispondenze. In seguito le impronte di Mario Bruneri furono ricavate dal registro ufficiale delle carceri di Torino, dato che all'epoca dei suoi arresti non vennero comunicate all'archivio di Roma. Il confronto fu effettuato per indice, medio e anulare della mano destra, dando riscontro positivo.

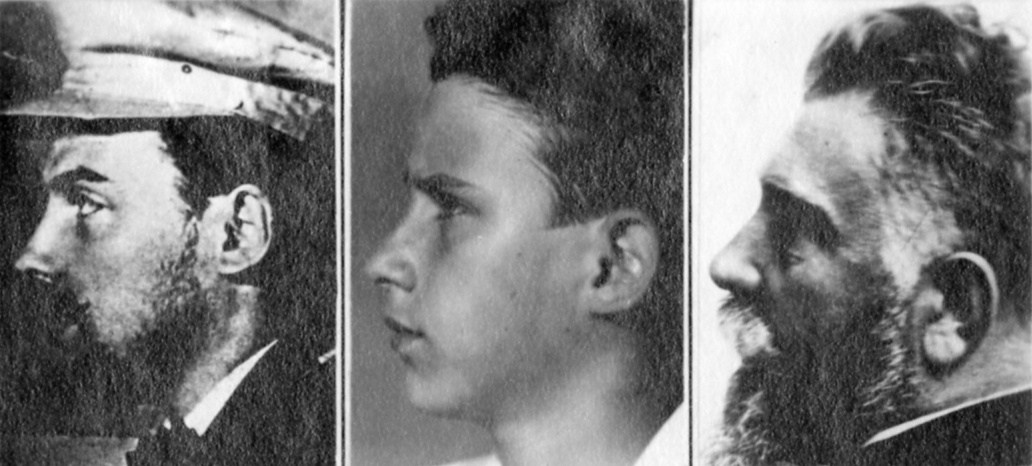
Profilo di Giulio Canella, del figlio Giuseppe e dello sconosciuto
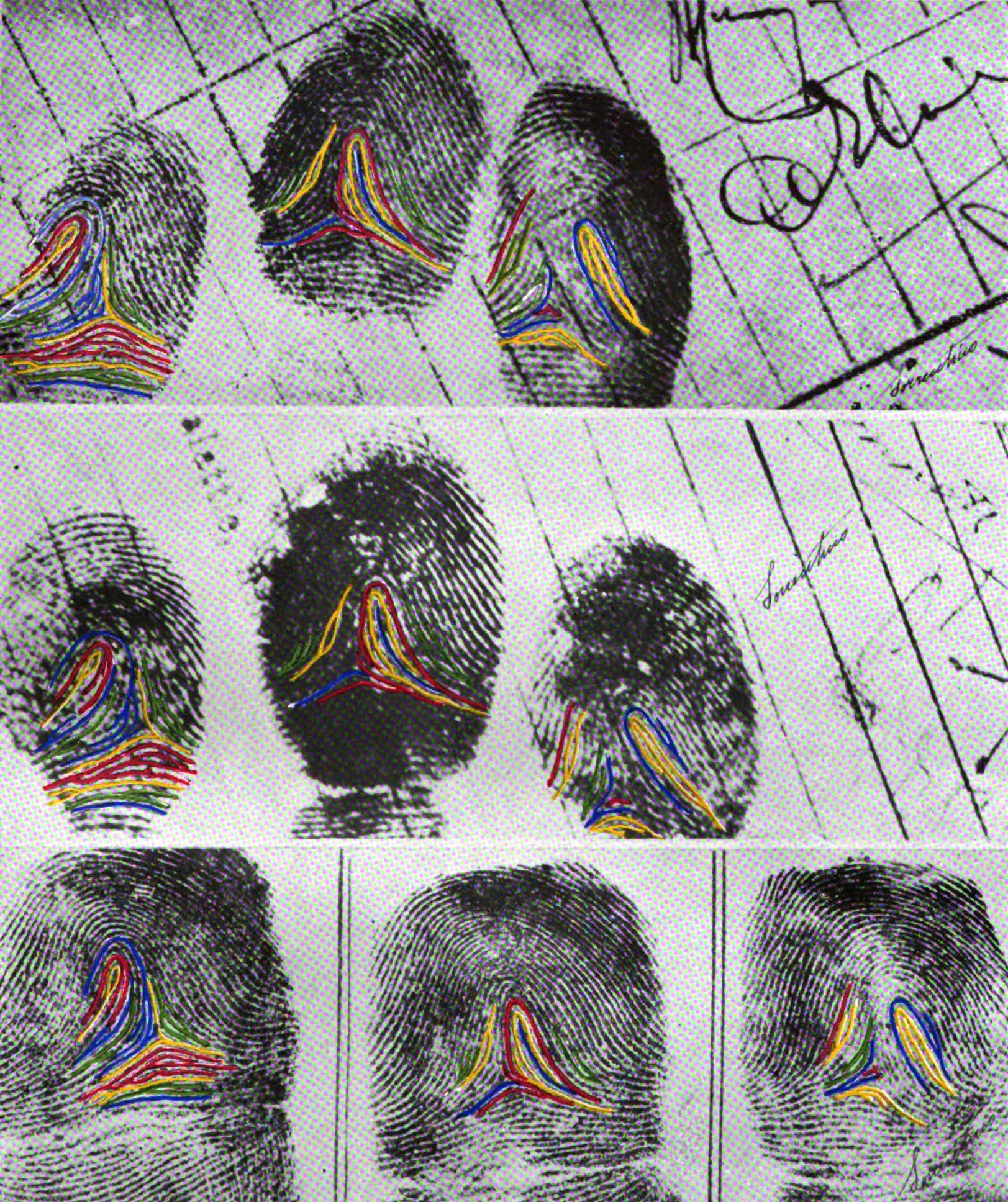
Impronte di Mario Bruneri (a, b) e quelle dello sconosciuto (c)

## L'avvio della vicenda giudiziaria

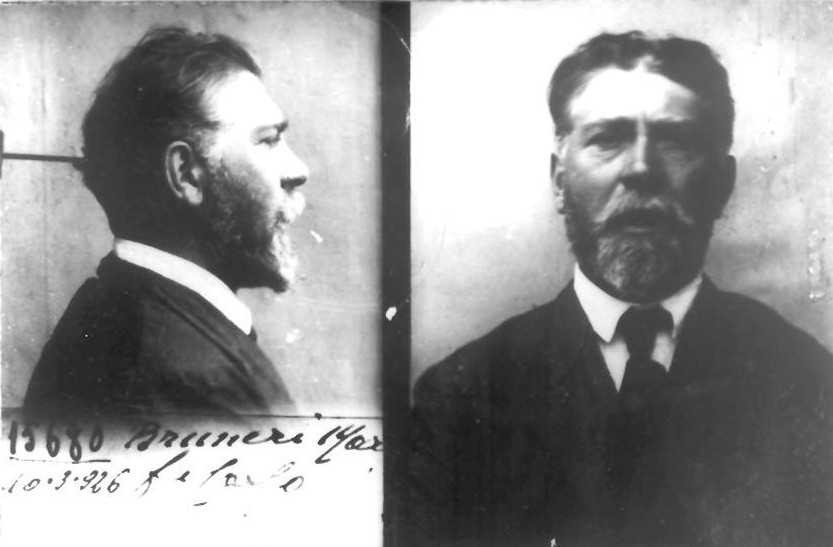
Foto dello smemorato dal cartellino segnaletico del 1926

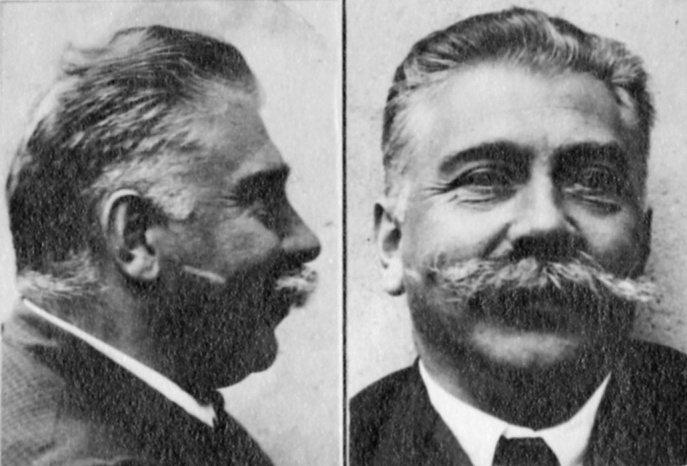
Lo sconosciuto sbarbato (1927)

In seguito alla nuova identificazione, lo sconosciuto fu riportato in manicomio e il 26 maggio 1927 il tribunale nominò Alfredo Coppola come perito per valutarne lo stato. L'8 settembre Coppola presentò la propria perizia psichiatrica, concludendo che lo sconosciuto era il Bruneri, che non presentava sintomi di infermità mentale, che l'amnesia era simulata e che non c'erano rischi di suicidio.
(A. Coppola)
Il 20 settembre allo sconosciuto furono notificati tre ordini di cattura del 1922 e del 1926 e fu dichiarato in arresto in custodia del manicomio. Il 23 dicembre il collegio giudicante, ritenendo non completa l'identificazione come Bruneri ai fini penali e attenendosi al principio In dubio pro reo, dichiarò non applicabili gli ordini di cattura. Nei giorni successivi sia Giulia Canella sia i familiari di Bruneri fecero richiesta per il rilascio e l'affidamento dello sconosciuto; viste le opposte richieste, il tribunale stabilì il rilascio e lo affidò in custodia all'avvocato Zanetti, che però lo consegnò immediatamente a Giulia Canella. A gennaio 1928 la famiglia Bruneri citò in giudizio lo sconosciuto affinché venisse identificato come Bruneri. Il tribunale civile di Torino con sentenza del 22 ottobre-5 novembre 1928 respinse la richiesta dei Canella di nuovi accertamenti e stabilì l'identità dello sconosciuto come Mario Bruneri.
(Dalla sentenza del 22 ottobre-5 novembre 1928)
Lo sconosciuto ricorse in appello, dichiarando di essere Giulio Canella e richiese l'intervento in causa di Eugenia Mantaut e di Giuseppe Bruneri, rispettivamente madre e figlio di Bruneri. Il 7 agosto 1929 la Corte d'appello di Torino confermò la sentenza di primo grado. Si giunse al ricorso per cassazione, dove lo sconosciuto fu difeso dagli avvocati Carnelutti, Farinacci e Del Giudice. Il 24 marzo 1930 la I sezione della Corte di cassazione annullò la sentenza della corte d'appello di Torino, considerando errore inescusabile l'aver negato «l'esercizio della prova contraria».

### Il secondo appello e l'esame delle prove

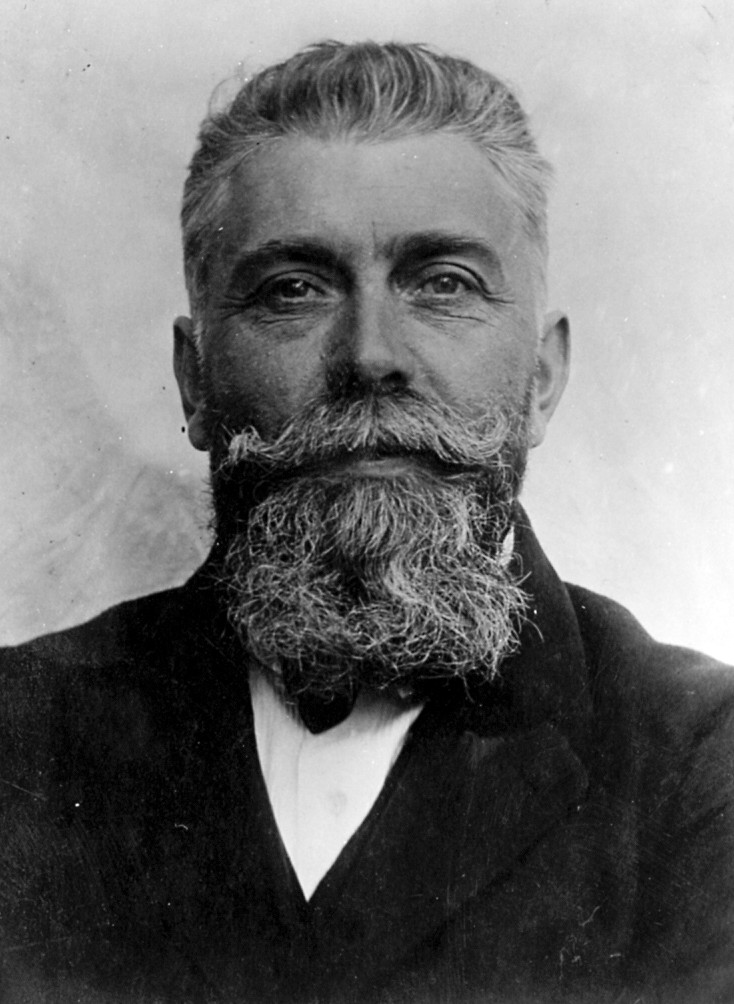
Lo sconosciuto nel marzo 1927

Gli atti passarono alla Corte d'appello di Firenze che il 1º maggio 1931 confermò la sentenza di primo grado; in considerazione dei rilievi sollevati della Corte di cassazione, nella nuova sentenza fu esaminato minuziosamente l'intero insieme delle prove che motivavano il giudizio; fu inoltre giustificato il rigetto della richiesta di nuove prove da parte della difesa, in quanto considerate ininfluenti o addirittura contrarie alla legge.
Le prove presentate per l'identificazione come Mario Bruneri e per escludere quella come Giulio Canella riguardarono vari aspetti, oltre alle impronte digitali e la forma dell'orecchio. Non furono discussi particolarmente i riconoscimenti dei familiari, perché considerati equivalenti tra le due parti. Sui giornali fu enfatizzato il mancato riconoscimento da parte di padre Gemelli e da parte di Giuseppe Dalla Torre, direttore de L'Osservatore Romano, dato che entrambi avevano lavorato a lungo con il prof. Canella.
Fu esaminato l'aspetto fisico dello sconosciuto, considerando l'altezza (stando ai dati della visita di leva, Bruneri aveva circa la stessa altezza dello sconosciuto, mentre Canella era circa cinque centimetri più alto), la diversa attaccatura dei capelli, la presenza e l'assenza di segni caratteristici (Bruneri era stato operato per l'asportazione di una costola e una cicatrice simile era presente sullo sconosciuto; Canella presentava un neo vicino ai baffi e una cicatrice su un tallone, assenti sullo sconosciuto). Furono ricostruiti tutti gli spostamenti di Bruneri fino al marzo 1926; gli abiti indossati dallo sconosciuto furono riconosciuti come appartenenti a Bruneri da diversi testimoni. La cartolina in possesso dello sconosciuto al momento dell'arresto, identificata da Giulia Canella come scritta dal figlio Giuseppe, risultò essere stata prodotta solo dall'anno 1920 e tramite perizia calligrafica fu attribuita al figlio di Mario Bruneri. Lo sconosciuto aveva una conoscenza molto limitata del latino (nella frase In hoc signo vinces scriveva vincos); la grafia dello sconosciuto presentava corrispondenze con quella di Bruneri. In alcune lettere a Giulia Canella lo sconosciuto utilizzò le stesse citazioni già utilizzate da Bruneri in lettere precedenti.
La difesa dello sconosciuto era principalmente basata su una presunta sostituzione: il 26 marzo 1926 sarebbero state arrestate due diverse persone, una per furto (Bruneri) e una perché insana di mente (Canella). Bruneri dopo l'identificazione (impronte e foto segnaletiche) sarebbe riuscito ad allontanarsi dalla questura dopo aver scambiato i propri abiti con quelli dello smemorato Canella; quest'ultimo sarebbe stato poi ricoverato in manicomio. Questa linea difensiva era basata sull'esistenza di due diverse pratiche presso la questura, ma fu provato che furono dovute a due diversi procedimenti riguardanti la stessa persona, uno relativo al furto e l'altro relativo all'internamento in manicomio. Inoltre un confronto fotografico eseguito dalla Scuola superiore di polizia confermò l'identità tra l'arrestato e la persona ricoverata in manicomio. Nel 1931 la difesa richiese anche di sentire come testimone una Lucy o Lucia Rosa Taylor che in un telegramma dichiarava di aver incontrato il professor Canella nel 1923 a Milano; la corte non considerò tale testimonianza rilevante per il processo.
Bruneri fu arrestato il 5 giugno 1931 e condotto alle Carceri Nuove di Torino, per essere poi trasferito al carcere di Pallanza. Anche contro l'ultima sentenza fu presentato ricorso, che il 24 dicembre 1931 fu rigettato definitivamente dalla Corte di cassazione a sezioni unite; fu confermata la sentenza di appello, ritenendola corrispondente alle richieste della precedente sentenza di cassazione. All'inizio del 1932 furono presentate due domande di grazia: l'8 gennaio Giulia Canella si appellò alla regina Elena in occasione del suo genetliaco; l'11 gennaio la famiglia Bruneri richiese invece clemenza al re Vittorio Emanuele III.

### Il rilascio e l'emigrazione in Brasile

Giulia Canella e lo smemorato di Collegno

Nel 1932, grazie a un'amnistia, la pena di Bruneri fu ridotta ed egli fu rilasciato il 1º maggio 1933.
Il funzionario risponde affermativamente e allora Bruneri si mette gli occhiali e si abbassa sul foglio dicendo: "Firmo col nome di Bruneri ma ricordatevi bene che sono Canella".»

Tra il 1928 e il 1931 Giulia Canella aveva avuto tre figli da Mario Bruneri, che furono registrati all'anagrafe come Canella, cognome della madre.

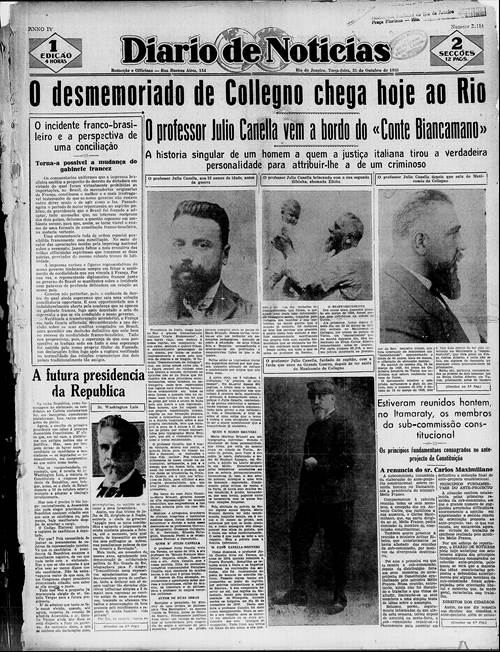
Lo Smemorato di Collegno sulla prima pagina del giornale brasiliano Diário de notícias, nel giorno del suo arrivo a Rio de Janeiro (31 ott. 1933).

A inizio settembre Mario Bruneri e Giulia Canella fecero richiesta dei passaporti per trasferirsi in Brasile, ma la partenza dovette essere rinviata perché inizialmente a Bruneri fu negato il visto dal consolato in quanto condannato. Lasciarono l'Italia il 19 ottobre sul transatlantico Conte Biancamano insieme ai cinque figli. In Brasile Mario Bruneri si fece iscrivere all'anagrafe come Giulio Canella; imparato il portoghese, tenne conferenze e pubblicò libri e articoli; ammalatosi di diabete sin dal tempo della detenzione, morì a Rio de Janeiro l'11 dicembre 1941. Fu sepolto con il nome di Giulio Canella.
In Brasile, il caso e la figura dello Smemorato di Collegno (in portoghese, Desmemoriado de Collegno) ebbero notevole risonanza, sia sulla stampa, sia nella ricerca scientifica, sia nella letteratura: scrissero su di esso grandi scrittori brasiliani, fra i quali i poeti Carlos Drummond de Andrade e Dantas Motta.
Il 10 giugno 1970 la Chiesa cattolica, tramite il Sostituto per gli Affari Generali presso la Segreteria di Stato monsignor Giovanni Benelli, in seguito cardinale, precisò che riconosceva nello sconosciuto il professor Giulio Canella, considerando così legittimi i figli nati dalla coppia. Giulia Canella morì a Rio De Janeiro il 24 luglio 1977, all'età di 85 anni.

## Il caso mediatico
La difesa dello sconosciuto si appoggiò, senza risparmio di risorse economiche, al noto avvocato Francesco Carnelutti e all'avvocato Roberto Farinacci, fino a poco tempo prima segretario del Partito Nazionale Fascista; il coinvolgimento di quest'ultimo appare una manovra per ottenere appoggi politici e influenzare i giornali. Nonostante la quantità di evidenze scientifiche, documentali e testimoniali esibite durante i processi per l'identificazione di Mario Bruneri, i periodici si divisero tra quelli che sostenevano che fosse Canella (come Il regime fascista, giornale di Farinacci), quelli che si opponevano (come l'Osservatore Romano, diretto da Dalla Torre) e i molti che si limitarono a registrare le vicende processuali. Sulla stampa i sostenitori delle due diverse tesi vennero identificati come "bruneriani" e "canelliani" (il Corriere della Sera utilizzò anche la contrapposizione bruneristi-canellisti).
Durante la causa a più riprese si diffuse la voce (infondata) che, in caso di mancato riconoscimento di Giulio Canella, un'enorme eredità sarebbe passata a un'organizzazione religiosa; secondo altre voci, la sentenza di cassazione che riaprì il caso sarebbe stata voluta direttamente da Benito Mussolini per contrastare tale organizzazione. Nonostante nel 1929 venissero sottoscritti i Patti Lateranensi, la causa si svolse in un periodo di forti contrasti tra Stato e Chiesa cattolica; apparentemente la difesa, per approfittare del clima anticlericale, avrebbe diffuso tali voci per cercare di screditare i numerosi interventi degli oppositori padre Gemelli e Giuseppe Dalla Torre. In realtà il regime fascista non si sarebbe interessato direttamente al caso (che proseguì a lungo), ma avrebbe sfruttato la vicenda - secondo alcuni - come elemento di distrazione dell'opinione pubblica mentre consolidava il proprio potere ed eliminava ogni opposizione.
In Brasile lo Smemorato di Collegno divenne un caso di cronaca giornalistica da prima pagina, in particolare a partire dall'autunno 1933, quando l'uomo di Collegno si trasferì nel paese sudamericano.
Dopo la seconda guerra mondiale i "canelliani" tentarono in più occasioni di ottenere una revisione del processo. Il caso Bruneri-Canella è stato presentato mediaticamente come un "mistero" anche in tempi recenti; inoltre in più occasioni tornò al centro delle cronache per la presentazione di nuove prove. Nel marzo del 1960 Felice Bruneri rese pubbliche cinque lettere scritte alla madre da Mario Bruneri quando era ricoverato in manicomio, suscitando alcune reazioni dei "canelliani". Felice Bruneri rese pubblica anche una lettera che sarebbe stata inviata da Giulia Canella alla famiglia Bruneri nel giugno del 1929 per promettere una ricompensa se non avessero riconosciuto il loro congiunto; l'invio della lettera fu smentito dalla donna.
Il programma televisivo Chi l'ha visto?, trasmesso da Rai 3, si occupò del caso in due occasioni. Il 1º aprile 2009 affidò ai RIS dei Carabinieri lettere inviate da Canella alla moglie dal fronte e lettere scritte dallo smemorato durante la detenzione in carcere; l'assenza di tracce di DNA riconducibile a Giulio Canella non permise però il confronto. Il 9 luglio 2014 durante la trasmissione in un servizio di Giuseppe Pizzo, fu presentato alla famiglia Canella il risultato del confronto tra il DNA di discendenti dei figli anteguerra di Giulio Canella e quello del figlio dello smemorato; il risultato non ha confermato trattarsi di Giulio Canella.

## Citazioni e riferimenti socio-culturali

### Teatro

I De Filippo con Luigi Pirandello

- Sgombrate il manicomio, spettacolo di Michele Galdieri (poi rititolato La rivista che non piacerà) messo in scena nel luglio 1927 dalla compagnia Galdieri-De Filippo; una donna promette una ricompensa per il ritrovamento del proprio marito (il cavalier Cannella) e un investigatore si accorda con un ladro che finge di essere il marito smemorato.[75]
- L'uomo che smarrì se stesso, commedia di Giovanni Cerlone (forse pseudonimo di Eduardo De Filippo), portata in scena il 3 settembre 1927 dalla compagnia di Eduardo Scarpetta; Felice Sciosciammocca finge di essere Felice Pistone per averne la casa e la moglie.[76][77] Il titolo della commedia riprende quello della prima intervista allo smemorato del 1927.[6]
- Lo smemorato, commedia in tre atti di Emilio Caglieri messa in scena dalla compagnia Durante nel 1929;[78] una ricca signora scambia un tipografo, fuggito dalla moglie, per il proprio marito.[77][79] Fu trasmessa dal Programma Nazionale il 12 agosto 1962.[80]
- Come tu mi vuoi, dramma in tre atti di Luigi Pirandello; fu rappresentato per la prima volta a Milano nel 1930. Ebbe diversi passaggi televisivi: su TV 3 il 18 dicembre 1981[81] e il 13 aprile 1982;[82] su Raiuno l'8 giugno 1997.[83]
- Bruneri o Canella?, macchietta interpretata da Aldo Fabrizi nel 1931.[84]

Tra le opere del periodo riguardanti un disturbo della memoria in ambito coniugale, è da segnalare anche la commedia Non ti conosco più di Aldo De Benedetti del 1932; una donna, apparentemente affetta da amnesia, scambia il medico per il proprio marito. Fu trasmessa in televisione in varie versioni: dal Programma Nazionale il 24 luglio 1959 e il 16 marzo 1969; dal Secondo Programma il 25 dicembre 1972; da Raitre il 29 giugno 1993; da Raidue il 3 luglio 1994.

### Cinema

Nino Taranto e Totò in Lo smemorato di Collegno (1962)

- Come tu mi vuoi (As You Desire Me, 1932), film di George Fitzmaurice con Greta Garbo, basato sul dramma di Pirandello.[91][92]
- Lo smemorato (1936), film di Gennaro Righelli con Angelo Musco, tratto dalla commedia di Caglieri.[93]
- Non ti conosco più (1936), film di Nunzio Malasomma con Vittorio De Sica, tratto dalla commedia di De Benedetti.[94]
- Un caso famoso (Carrefour, 1938), film francese di Curtis Bernhardt, interpretato da Charles Vanel;[95] dalla sceneggiatura di Hans Kafka, ispirata dal caso Bruneri-Canella,[96] furono tratti altri due film.
- Dead Man's Shoes (1939), rifacimento inglese del film francese del 1938; fu diretto da Thomas Bentley e interpretato da Leslie Banks.[97]
- La banda Pelletier (Crossroads, 1942), rifacimento hollywoodiano del film francese del 1938; fu diretto da Jack Conway e interpretato da William Powell e Hedy Lamarr.[98]
- Lo smemorato di Collegno (1962), film di Sergio Corbucci con Totò;[99] la trama, incentrata sul processo per identificare un uomo affetto da amnesia, è solo vagamente ispirata alla vicenda.
- Non ti conosco più amore (1980), film di Sergio Corbucci con Gigi Proietti, Monica Vitti e Johnny Dorelli, basato sulla commedia di De Benedetti del 1932.[100]
- Uno scandalo perbene (1984), film di Pasquale Festa Campanile con Ben Gazzara e Giuliana De Sio.[101]

Il caso Bruneri-Canella è citato anche nel film Sua Eccellenza si fermò a mangiare di Mario Mattoli con Totò; poiché la vicenda è ambientata nel 1923, si tratta di un anacronismo.

### Radio e televisione
- Lo sconosciuto di Collegno, due puntate della serie Processi a porte aperte andate in onda sul Programma Nazionale l'11 e il 13 agosto 1970. La famiglia Bruneri cercò di bloccare la trasmissione perché riteneva violasse il diritto alla riservatezza della famiglia;[103] don Germano Alberti, amico della famiglia Canella, promosse una raccolta di firme contro la trasmissione.[104]
- Viva Radio 2, programma di Rai Radio 2; nella stagione 2005-2006 Fiorello presentò il personaggio dello smemorato di Cologno, parodia di Silvio Berlusconi.[105]
- Lo smemorato di Collegno, miniserie diretta da Maurizio Zaccaro, trasmessa da Rai 1 il 29 e il 30 marzo 2009.[106]

### Letteratura
- Il teatro della memoria (1981) di Leonardo Sciascia, saggio relativo al caso Bruneri-Canella e incentrato sul tema del ricordo e sullo smascheramento dell'impostura. Il testo viene ripubblicato con altro saggio (La sentenza memorabile, 1982) relativo alla simile vicenda di Martin Guerre, accaduta in Francia nel Cinquecento.[107]
- La casa di via Valadier (1956) di Carlo Cassola, raccolta di due racconti che narrano le vicende di vari gruppi socialisti nella Roma del ventennio. Nel secondo racconto, il quale dà il nome all'intera raccolta, al capitolo VI, che descrive una conversazione a tavola tra Anita Franzoni, vedova di Leonardo Turri, un importante membro del socialismo romano, e il fratello, si fa riferimento alla vicenda dello smemorato di Collegno, descrivendolo come un caso giudiziario «che aveva messo a rumore l'Italia».[108]

### Mostre
- Sconosciuto a me stesso, mostra tenuta a Collegno nel 1988.[53]
- L'uomo che smarrì se stesso - indagine sullo Smemorato di Collegno, mostra tenuta a Collegno nel 2009.[109]